# Триперстка
Триперстка (Turnix) — рід сивкоподібних птахів родини триперсткових (Turnicidae). Містить 15 видів.

## Поширення
Триперстки населяють тропічні й субтропічні трав'янисті рівнини Азії, Африки, Південної Європи, Австралії та Океанії.

## Спосіб життя
Живуть у посушливих і напівпосушливих районах. Активні день. Годуються на землі. Живляться насінням трави, термітами та іншими комахами.

## Види
- Рід: Триперстка (Turnix)
  - Триперстка північна, Turnix castanotus
  - Триперстка капська, Turnix hottentottus
  - Триперстка сумбійська, Turnix everetti
  - Триперстка тонкодзьоба, Turnix maculosus
  - Триперстка чорновола, Turnix melanogaster
  - Триперстка чорногуза, Turnix nanus
  - Триперстка мадагаскарська, Turnix nigricollis
  - Триперстка філіппінська, Turnix ocellatus
  - Триперстка вохристовола, Turnix olivii
  - Триперстка рудовола, Turnix pyrrhothorax
  - Триперстка смугаста, Turnix suscitator
  - Триперстка африканська, Turnix sylvaticus
  - Триперстка жовтонога, Turnix tanki
  - Триперстка червоноока, Turnix varius
  - Триперстка мала, Turnix velox
  - Триперстка лусонська, Turnix worcesteri